# Église Notre-Dame-de-la-Nativité de Villedieu
Pour les articles homonymes, voir Église Notre-Dame-de-la-Nativité.
L'église Notre-Dame-de-la-Nativité est une église catholique située à Villedieu, dans le département français du Cantal et la région Auvergne-Rhône-Alpes.
Elle fait l'objet d'un classement au titre des monuments historiques depuis 1840, date de la première protection de ce type en France.

## Historique

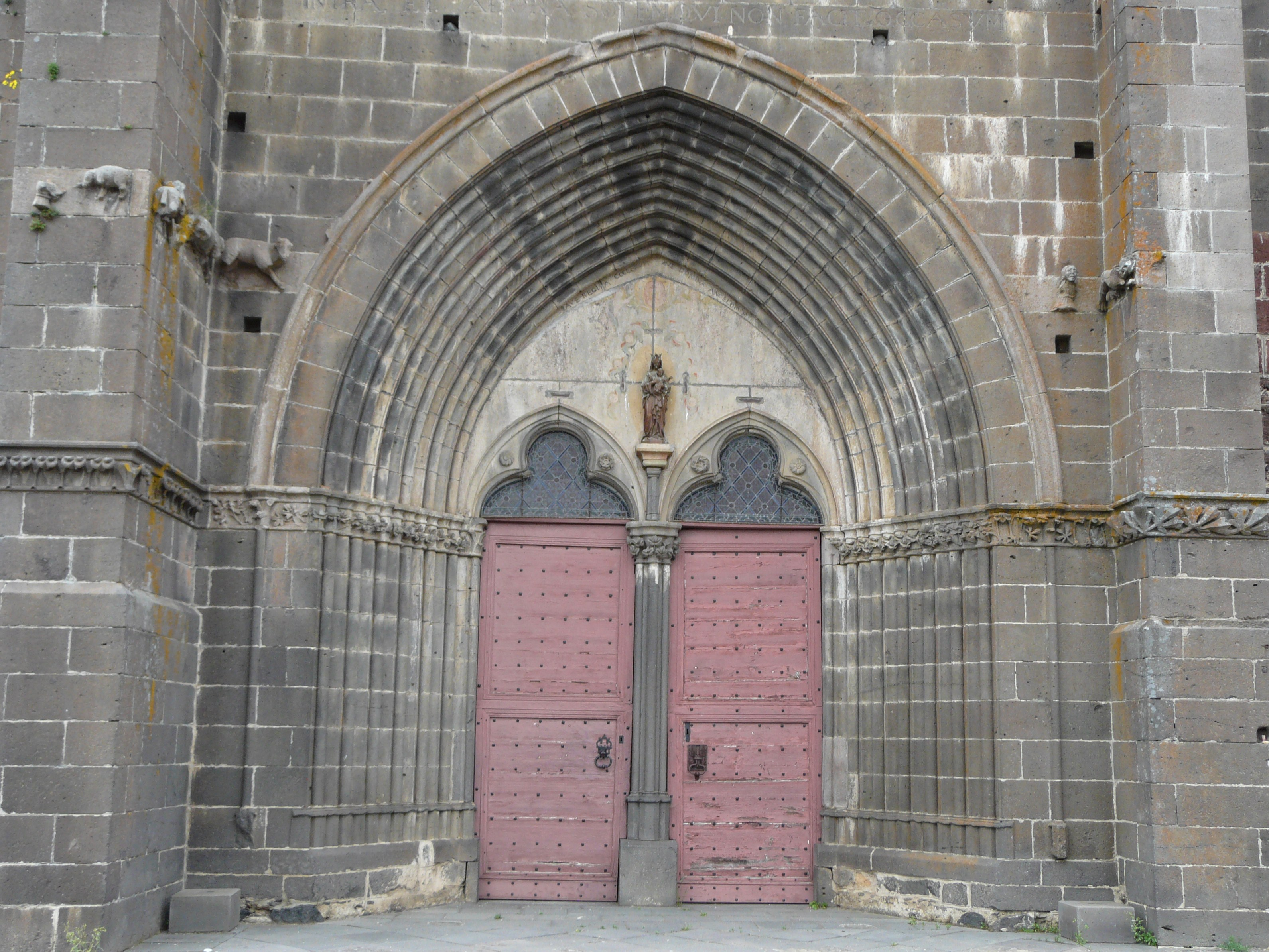
Porte d'entrée de l'église.

L'église est fondée en 1363 par Pierre d'Estaing, alors évêque de Saint-Flour, afin d'y constituer un chapitre de six chanoines.